# Kayon
Kayon est une ville du département de Zimtenga, dans la province de Bam, dans le Centre-Nord, au Burkina Faso. En 2006, la ville comptait 456 habitants dont 50,8% de femmes.